# راکت (فیلم ۲۰۱۳)
«راکت» (انگلیسی: The Rocket) یک فیلم به کارگردانی کیم مردانت است که در سال ۲۰۱۳ منتشر شد.